# Protocolos Ficcionais
Protocolos Ficcionais constituem um conceito abordado por Umberto Eco que em seu ensaio Seis Passeios Pelos Bosques da Ficção , presente no sexto capitulo. Consistem em um roteiro pelo qual é possível identificar as narrativas artificiais, ou seja, como são criados os mundos ficcionais no universo literário ou cinematográfico e as particularidades que os diferenciam das narrativas naturais, ou seja, da realidade.  
Desse modo, é importante conseguir identificar os sinais ficcionais para que não haja confusões no ato da leitura pois, como sabemos, as estratégias de leitura para obras de ficção e de não-ficção são diferentes. Para isso, Eco determinou alguns sinais possíveis de se observar que são: Paratexto, Sinal textual, Contexto, Complexidade, Explícito, Afirmação de veracidade.

## Definição
Para definir os protocolos que encontramos no universo ficcional Eco busca diferenciar as narrativas artificiais das narrativas naturais. Desse modo, é frisado que o primeiro ponto a ser observado são os detalhes, visto que, as narrativas naturais possuem menos detalhes que as narrativas artificiais. O capitulo seis, também trata-se de um estudo sobre a obra ficcional e como essa afeta o leitor, de modo que o leitor passa projetar a ficção na realidade havendo, até mesmo, uma confusão sobre o que é real e ficção, na obra e na vida. 

## Narrativa natural e narrativa artificial
Para demostrar as agradáveis e inocentes ou assustadoras confusões, Eco discuti alguns conceitos como Narrativa natural e Narrativa artificial, sendo ‘‘ a narrativa natural descreve fatos que ocorreram na realidade (ou que o narrador afirma, mentirosa ou erroneamente que ocorreram na realidade)’’ e a ‘‘ narrativa artificial é supostamente representada pela ficção, que apenas finge dizer a verdade sobre o universo real ou afirma dizer a verdade sobre um universo ficcional.’’

## Sinais ficcionais
- Paratexto

‘‘São as mensagens externas que rodeiam um texto’’  ou seja, os paratexto são: os títulos, subtítulos, intertítulos, capas, prólogos, preâmbulos, apresentações, introduções, epígrafes, notas de rodapé, anotações no final do livro ou nas margens das páginas, observações, sumários, bibliografias, ilustrações impressas na folha de rosto, dedicatórias, tiras, entre outros,  pode ser considerado um paratexto até mesmo o nome do autor.
- Sinal textual

Já o sinal textual são as mensagens internas da obra, como por exemplo os contos de fada que começam com a fórmula introdutória ‘‘Era uma vez..’’, entretanto, alguns sinais ficcionais não são explícitos o que leva alguns leitores inexperientes, ou até mesmo os experientes, a confundirem a ficção com a realidade. 
- Contexto

O contexto  representa todas as informações em volta do texto, como as condições de sua produção, o meio de divulgação, autor, ano, e etc. Desse modo, é preciso observar o contexto pois é um indicador significativo de ficcionalidade. Por exemplo, se vemos alguma informação em um jornal pressupomos, pelo meio de divulgação, que seja verdadeira, mas se vemos uma informação em redes sociais devemos julgar esse conteúdo com base em outros critérios para saber se é verdadeira ou falsa.
- Complexidade

Alguns dos principais elementos que distingui as narrativas naturais das narrativas artificiais é sua complexidade, isto é, as narrativas artificiais possuem mais detalhes, pois dificilmente uma narrativa natural conseguiria resistir a essa prova e permanecer fiel.  
A complexidade da narrativa também é um elemento responsável pelo sucesso dessas narrativas, é através da ficção que ocorre a criação de universos maravilhosos com base na realidade.  
- Explícito e Afirmação de veracidade

Alguns sinais ficcionais podem ser bem explícitos como ‘‘Era uma vez...’’ ou o próprio narrador afirma que em seu relato pode existir mentiras/ficção. Contudo, também existe o caso da excessiva afirmação de veracidade que é um sinal significativo de ficcionalidade, quando o narrador falsamente afirma que seu relato é verdadeiro do início ao fim. 

## Considerações sobre o ensaio
Eco frisa que a referência ao mundo real faz com que o leitor se deixar afetar tanto pelo romance que passa acreditar e a confundir personagens e acontecimento ficcionais com a vida real, isso também explica a intertextualidade com personagens de outras obras, essa migração dos personagens ficcionais para o mundo real é atribuída ao fenômeno cult que acontece devido a uma desconexão da obra.
Entretanto, esse projetar o mundo ficcional no real também pode ser explicado pela nossa capacidade de entender as frases do cotidiano a partir de histórias que criamos. ‘‘e é por meio da ficção que nós, adultos, exercitamos nossa capacidade de estruturar nossa experiência passada e presente’’ e por isso torna-se fácil compreender porque a ficção nos afeta com intensidade.
Não reconhecer os sinais ficcionais é responsável, até mesmo, por governar acontecimentos históricos que mudaram a historia da humanidade, pois teve seu destino influenciado por um discurso ficcional, confundido como real, devido aos sujeitos não terem notado os sinais ficcionais, por isso é de suma importância saber identificar os sinais ficcionais para evitar que erros assim se repitam.
Assim, é proposto que lemos historias ficcionais porquê procuramos nelas uma formula para dar sentido a nossa existência e conclui que a ficção é agradável e confortável para nós, por ser ela uma alternativa que proporciona prazer diante de uma realidade que, às vezes, torna-se decepcionante.  

## Ver Também
- Umberto Eco

- Ensaio

- Leitura

- Leitor

- Literatura

- Ficção